# Helena Lindblad
Helena Lindblad, född 1964, är en svensk filmkritiker och sedan 1994 filmredaktör på Dagens Nyheter.
Lindblad har en fil. kand. i filmvetenskap, franska och svenska från Stockholms universitet samt har gått på Poppius journalistskola. Hon var mellan 1990 och 1992 redaktör för Filmcentrums och Folkets bios tidskrift Film & TV, och är sedan 1994 filmredaktör för Filmfredag på Dagens Nyheter. 
Lindblad medverkar i Citizen Schein.